# The Unforgettable Fire
The Unforgettable Fire és el quart àlbum de la banda irlandesa de rock U2, llançat al mercat l'octubre de 1984. La banda volia una direcció musical diferent després del rock més dur del seu àlbum de l'any 1983, War. Per aquest motiu van comptar amb l'ajut de Brian Eno i Daniel Lanois a produir i ajudar a experimentar amb una més de música ambiental i el so abstractes. El canvi resultant en la direcció va ser en el moment de la banda més espectacular.